# زیارت مسیحی

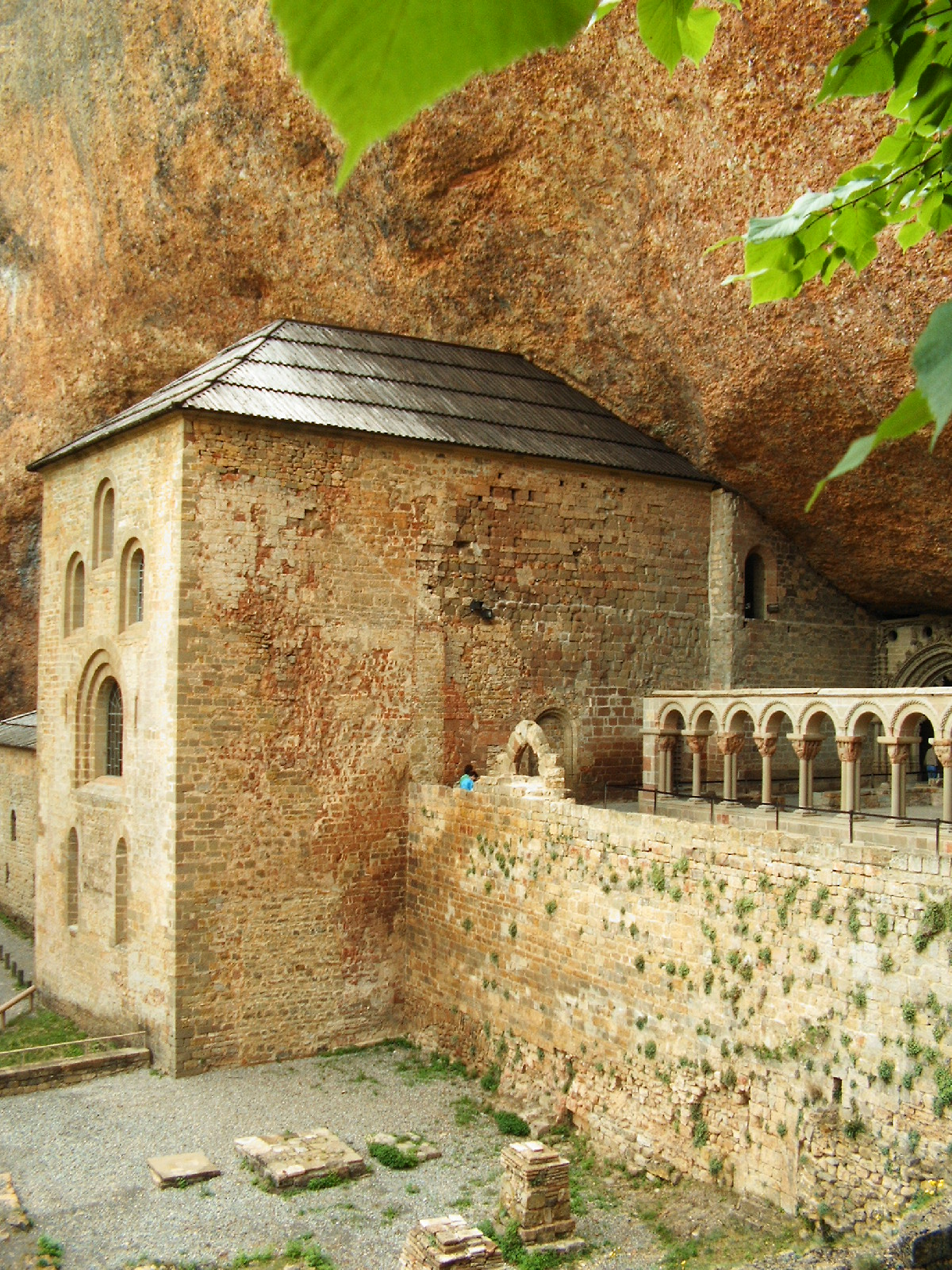
مسیر کامینو د سانتیاگو، مکان زیارتی است به کلیسای جامع سانتیاگو ده کومپوستلا که در افسانه‌ها آمده‌است که بقایای رسول یعقوب پسر زبدی را در خود جای داده‌است. این مسیر توسط شورای اروپا در اکتبر ۱۹۸۷ به عنوان اولین مسیر فرهنگی اروپایی اعلام شد. همچنین در سال ۱۹۹۳ به عنوان یکی از میراث جهانی یونسکو (⎘ فهرست میراث جهانی در اسپانیا) نامگذاری شد.

زیارت مسیحی (انگلیسی: Christian pilgrimage) مسیحیت سنت قوی سفر زیارتی دارد، هم به مکان‌های مربوط به روایت عهد جدید (به ویژه در سرزمین مقدس و هم به مکان‌های مرتبط با مقدسین بعدی. قدیس یا معجزه.